# Iwan Nabokow
Iwan Aleksandrowicz Nabokow (ros. Иван Александрович Набоков, ur. 11 marca 1787, zm. 21 kwietnia 1852 w Petersburgu) – rosyjski generał piechoty, zasłużony podczas bitew okresu wojen napoleońskich.

## Życiorys
Nabokow pochodził ze starego szlacheckiego rodu z okolic Nowogrodu, gdzie jego ojciec gen. Aleksander Nabokow był właścicielem ziemskim. W 1806 w stopniu porucznika wstąpił do Semionowskiego Pułku Huzarów. Brał udział w bitwach okresu wojen napoleońskich. Wykazał się odwagą podczas bitwy pod Frydlandem. W 1812 walczył pod Borodino, później pod Lützen, pod Budziszynem i pod Kulm, gdzie został ranny w lewe ramię. W 1814 brał udział w pod Arcis-sur-Aube, pod Craonne i pod Laon. Od 1816 dowódca 3. Brygady 1. Dywizji Grenadierów. Od 1826 generał-lejtnant. Od stycznia 1830 dowódca 3 Dywizji Grenadierów, która wzięła później udział w tłumieniu powstania listopadowego. Za udział w szturmie Warszawy w 1831 został odznaczony Orderem Świętego Aleksandra Newskiego. Poza tym nadano mu Order Świętego Andrzeja, Order Świętego Jerzego III i IV klasy, Order Świętego Włodzimierza I, II i III klasy, Order Świętej Anny I i II klasy, Polski Znak Honorowy „Virtuti Militari” I klasy, pruski Order Czerwonego Orła, Medal Za 30 Lat Nienagannej Służby, Złoty Oręż Za Waleczność i Krzyż Bitwy pod Kulm.
Iwan Nabokow został pochowany w Fortecy Piotra i Pawła, niedaleko Katedry Piotra i Pawła. Jego brat Nikołaj był przodkiem Vladimira Nabokova.